# Matzen-Raggendorf
Matzen-Raggendorf è un comune austriaco di 2 796 abitanti nel distretto di Gänserndorf, in Bassa Austria; ha lo status di comune mercato (Marktgemeinde).